# طالوت
 طالوت  كان أول ملك لبني إسرائيل، وهو من سبط بنيامين، اختاره النبي صموئيل بأمر من الله بعد أن طلب منه بنو إسرائيل ملكاً يقودهم في الحرب، وهو نفسه شاول الملك المذكور في الكتاب المقدس. وانتقدت بنو إسرائيل اختيار صموئيل لطالوت لأنه لم يكن ثرياً. وبَخّ صموئيل بني إسرائيل. قاد طالوت بني إسرائيل إلى الانتصار على جيش جالوت الذي قتل على يد داوود. لم يكن طالوت نبياً.

## القصة
ظلّ بنو إسرائيل بعد مجيئهم إلى فلسطين بعد موسى وتعرّضوا في تلك الفترة لغزوات الأمم القريبة منهم كالعماليق، وأهل مَدْيَن وفلسطين والآراميين وغيرهم، فمرّة يَغْلبون وتارة يُغْلبون.
وقد كان العبرانيون في حرب مع جالوت وجيشه، فغلبهم جالوت، وأخذ تابوت العهد منهم، وهو التابوت (الصندوق) الذي فيه التوراة "أي الشريعة"، فعزَّ عليهم ذلك، لأنهم كانوا يستنصرون به.
عندما طلب بنو إسرائيل من نبيهم صموئيل ملكاً من بعد موسى. اختار لهم الله طالوت، ولكنَّ بني إسرائيل لم يجدوه جديراً بالعرش. كان طالوت ذو بسطة في علمه وبنيته. فأخبرهم صموئيل أن الدليل المادي على ملكه هو عودة التابوت الذي أخذه منهم العماليق إليهم، وأن الملائكة تحمله إلى بيت طالوت تشريفاً وتكريماً له، فرضوا به.
قام طالوت بتكوين الجيش وجمع الجنود لمحاربة (العماليق) بزعامة أو إمارة جالوت الجبار الذي كان قائدهم وبطلهم الشجاع الذي يهابه الناس. وتم فعلاً اختيار سبعين أو ثمانين ألفاً من شباب بني إسرائيل، وخرج معهم لقتال الأعداء.
ولكن حكمة القائد طالوت ومعرفته بهم وتشككه في صدقهم وثباتهم دفعته إلى اختبارهم في أثناء الطريق وفي وقت الحر بالشرب من نهر بين فلسطين والأردن، فتبين له عصيان الأكثرين، وطاعة الأقلين، فتابع الطريق وتجاوز النهر مع القلة المؤمنة، ولكن بعضهم قالوا حين شاهدوا جيش جالوت: لا طاقة لنا اليوم بجالوت وجنوده، فرد عليهم الآخرون بأنه كثيراً ما غلبت الفئة القليلة فئات كثيرة بإذن الله.
وكان من حاضري الحرب داود بن يسّى الذي كان شاباً صغيراً راعياً للغنم، لا خبرة له بالحرب، أرسله أبوه ليأتيه بأخبار إخوته الثلاثة مع طالوت، فرأى جالوت يطلب المبارزة، والناس يهابونه، فسأل داود عما يكافأ به قاتل هذا ، فأجيب بأن الملك يغنيه غنى جزيلاً، ويعطيه ابنته، ويجعل بيت أبيه حراً.
فذهب داود إلى طالوت يستأذنه بمبارزة جالوت أمير العماليق وكان من أشد الناس وأقواهم، فضن به وحذره. ثم تقدم بعصاه وخمسة أحجار ماس في جعبته، ومعه مقلاعه، وبعد كلام مع جالوت، رماه داود بحجر، فأصاب جبهته فصرع، ثم تقدم منه وأخذ سيفه، وحزّ به رأسه، وانتصروا على جيش جالوت بعد موته. فزوجه الملك ابنته "ميكال" وجعله رئيس الجند.

## القصة في القرآن
{وَقَالَ لَهُمْ نَبِيُّهُمْ إِنَّ آيَةَ مُلْكِهِ أَنْ يَأْتِيَكُمُ التَّابُوتُ فِيهِ سَكِينَةٌ مِنْ رَبِّكُمْ وَبَقِيَّةٌ مِمَّا تَرَكَ آلُ مُوسَى وَآلُ هَارُونَ تَحْمِلُهُ الْمَلاَئِكَةُ إِنَّ فِي ذَلِكَ لآيَةً لَكُمْ إِنْ كُنتُمْ مُؤْمِنِينَ(248)فَلَمَّا فَصَلَ طَالُوتُ بِالْجُنُودِ قَالَ إِنَّ اللَّهَ مُبْتَلِيكُمْ بِنَهَرٍ فَمَنْ شَرِبَ مِنْهُ فَلَيْسَ مِنِّي وَمَنْ لَمْ يَطْعَمْهُ فَإِنَّهُ مِنِّي إِلا مَنِ اغْتَرَفَ غُرْفَةً بِيَدِهِ فَشَرِبُوا مِنْهُ إِلاَ قَلِيلاً مِنْهُمْ فَلَمَّا جَأوَزَهُ هُوَ وَالَّذِينَ آمَنُوا مَعَهُ قَالُوا لا طَاقَةَ لَنَا الْيَوْمَ بِجَالُوتَ وَجُنُودِهِ قَالَ الَّذِينَ يَظُنُّونَ أَنَّهُمْ مُلاَقُوا اللَّهِ كَمْ مِنْ فِئَةٍ قَلِيلَةٍ غَلَبَتْ فِئَةً كَثِيرَةً بِإِذْنِ اللَّهِ وَاللَّهُ مَعَ الصَّابِرِينَ(249)وَلَمَّا بَرَزُوا لِجَالُوتَ وَجُنُودِهِ قَالُوا رَبَّنَا أَفْرِغْ عَلَيْنَا صَبْرًا وَثَبِّتْ أَقْدَامَنَا وَانْصُرْنَا عَلَى الْقَوْمِ الْكَافِرِينَ(250)فَهَزَمُوهُمْ بِإِذْنِ اللَّهِ وَقَتَلَ دَاوُودُ جَالُوتَ وَآتَاهُ اللَّهُ الْمُلْكَ وَالْحِكْمَةَ وَعَلَّمَهُ مِمَّا يَشَاءُ وَلَوْلا دَفْعُ اللَّهِ النَّاسَ بَعْضَهُمْ بِبَعْضٍ لَفَسَدَتِ الأَرْضُ وَلَكِنَّ اللَّهَ ذُو فَضْلٍ عَلَى الْعَالَمِينَ(251) تِلْكَ آيَاتُ اللَّهِ نَتْلُوهَا عَلَيْكَ بِالْحَقِّ وَإِنَّكَ لَمِنَ الْمُرْسَلِينَ(252)}
ولما طلبوا آية تدل على اصطفاء الله لطالوت أجابهم إِلى ذلك {وَقَالَ لَهُمْ نَبِيُّهُمْ إِنَّ آيَةَ مُلْكِهِ}أي علامة ملكه واصطفائه عليكم {أَنْ يَأْتِيَكُمُ التَّابُوتُ} أي يردَّ الله إِليكم التابوت الذي أخذ منكم، وهو كما قال الزمخشري: صندوق التوراة الذي كان موسى إِذا قاتل قدَّمه فكانت تسكن نفوس بني إِسرائيل ولا يفرون{فِيهِ سَكِينَةٌ مِنْ رَبِّكُمْ وَبَقِيَّةٌ مِمَّا تَرَكَ آلُ مُوسَى وَآلُ هَارُونَ تَحْمِلُهُ الْمَلائِكَةُ} أي في التابوت السكون والطمأنينة والوقار وفيه أيضاً بقية من آثار آل موسى وآل هارون وهي عصا موسى وثيابه وبعض الألواح التي كتبت فيها التوراة تحمله الملائكة قال ابن عباس: جاءت الملائكة تحمل التابوت بين السماء والأرض حتى وضعته بين يدي طالوت والناس ينظرون {إِنَّ فِي ذَلِكَ لآيَةً لَكُمْ إِنْ كُنتُمْ مُؤْمِنِينَ} أي إِن في نزول التابوت لعلامة واضحة أن الله اختاره ليكون ملكاً عليكم إِن كنتم مؤمنين بالله واليوم الآخر.
{فَلَمَّا فَصَلَ طَالُوتُ بِالْجُنُودِ} أي خرج بالجيش وانفصل عن بيت المقدس وجاوزه وكانوا ثمانين ألفاً أخذ بهم في أرضٍ قفرة فأصابهم حر وعطشٌ شديد {قَالَ إِنَّ اللَّهَ مُبْتَلِيكُمْ بِنَهَرٍ} أي مختبركم بنهر وهو نهر الشريعة المشهور بين الأردن وفلسطين {فَمَنْ شَرِبَ مِنْهُ فَلَيْسَ مِنِّي} أي من شرب منه فلا يصحبني - وأراد بذلك أن يختبر إِرادتهم وطاعتهم قبل أن يخوض بهم غمار الحرب - {وَمَنْ لَمْ يَطْعَمْهُ فَإِنَّهُ مِنِّي}أي من لم يشرب منه ولم يذقه فإِنه من جندي الذين يقاتلون معي {إِلاَ مَنِ اغْتَرَفَ غُرْفَةً بِيَدِهِ} أي لكن من اغترف قليلاً من الماء ليبلَّ عطشه وينقع غلته فلا بأس بذلك، فأذن لهم برشفةٍ من الماء تذهب بالعطش.
{فَشَرِبُوا مِنْهُ إِلاَ قَلِيلاً مِنْهُمْ} أي شرب الجيش منه إِلا فئة قليلة صبرت على العطش قال السدي: شرب منه ستة وسبعون ألفاً وتبقّى منه أربعة آلاف {فَلَمَّا جَأوَزَهُ هُوَ وَالَّذِينَ آمَنُوا مَعَهُ} أي لما اجتاز النهر مع الذين صبروا على العطش والتعب ورأوا كثرة عدوهم اعتراهم الخوف فقال فريق منهم {قَالُوا لا طَاقَةَ لَنَا الْيَوْمَ بِجَالُوتَ وَجُنُودِهِ} أي لا قدرة لنا على قتال الأعداء مع قائد جيشهم جالوت فنحن قلة وهم كثرة كاثرة {قَالَ الَّذِينَ يَظُنُّونَ أَنَّهُمْ مُلاقُوا اللَّهِ} أي قال الذين يعتقدون بلقاء الله وهم الصفوة الأخيار والعلماء الأبرار من أتباع طالوت {كَمْ مِنْ فِئَةٍ قَلِيلَةٍ غَلَبَتْ فِئَةً كَثِيرَةً بِإِذْنِ اللَّهِ} أي كثيراً ما غلبت الجماعة القليلة الجماعة الكثيرة بإِرادة الله ومشيئته، فليس النصر عن كثرة العدد وإِنما النصر من عند الله {وَاللَّهُ مَعَ الصَّابِرِينَ} أي معهم بالحفظ والرعاية والتأييد ومن كان الله معه فهو منصور بحول الله.
{وَلَمَّا بَرَزُوا لِجَالُوتَ وَجُنُودِهِ} أي ظهروا في الفضاء المتسع وجهاً لوجه أمام ذلك الجيش الجرار جيش جالوت المدرّب على الحروب {قَالُوا رَبَّنَا أَفْرِغْ عَلَيْنَا صَبْرًا} دعوا الله ضارعين إِليه بثلاث دعوات تفيد إِدراك أسباب النصر فقالوا أولاً: ربنا أفضْ علينا صبراً يعمنا في جمعنا وفي خاصة نفوسنا لنقوى على قتال أعدائك {وَثَبِّتْ أَقْدَامَنَا} أي ثبتنا في ميدان الحرب ولا تجعل للفرار سبيلاً إِلى قلوبنا وهي الدعوة الثانية {وَانْصُرْنَا عَلَى الْقَوْمِ الْكَافِرِينَ}أي انصرنا على من كفر بك وكذب رسلك وهم جالوت وجنوده وهي الدعوة الثالثة.
قال تعالى إِخباراً عن نتيجة هذه المعركة فقال: {فَهَزَمُوهُمْ بِإِذْنِ اللَّهِ} أي هزموا جيش جالوت بنصر الله وتأييده إِجابةً لدعائهم وانكسر عدوهم رغم كثرته {وَقَتَلَ دَاوُودُ جَالُوتَ} أي وقتل داود - وكان في جيش المؤمنين مع طالوت - رأس الطغيان جالوت واندحر جيشه {وَآتَاهُ اللَّهُ الْمُلْكَ وَالْحِكْمَةَ وَعَلَّمَهُ مِمَّا يَشَاءُ}أي أعطى الله داود الملك والنبوة وعلّمه ما يشاء من العلم النافع الذي أفاضه عليه قال ابن كثير: كان طالوت قد وعده إِن قتل جالوت أن يزوجه ابنته ويشاطره نعمته، ويشركه في أمره، فوفى له ثم آل الملك إِلى داود مع ما منحه الله به من النبوة العظيمة {وَلَوْلا دَفْعُ اللَّهِ النَّاسَ بَعْضَهُمْ بِبَعْضٍ لَفَسَدَتِ الأَرْضُ} أي لولا أن يدفع الله شرّ الأشرار بجهاد الأخيار لفسدت الحياة، لأن الشر إِن غلب كان الخراب والدمار {وَلَكِنَّ اللَّهَ ذُو فَضْلٍ عَلَى الْعَالَمِينَ} أي ذو تفضلٍ وإِنعام على البشر حيث لم يمكّن للشر من الاستعلاء.
{تِلْكَ آيَاتُ اللَّهِ نَتْلُوهَا عَلَيْكَ بِالْحَقِّ} أي ما قصصنا عليك يا محمد من الأمور الغريبة والقصص العجيبة التي وقعت في بني إِسرائيل هي من آيات الله وأخباره المغيبة التي أوحاها إِليك بالحق بواسطة جبريل الأمين {وَإِنَّكَ لَمِنَ الْمُرْسَلِينَ} أي وإِنك يا محمد لمن جملة الرسل الذين أرسلهم الله لتبليغ دعوة الله عز وجل.
﴿أَلَمْ تَرَ إِلَى الْمَلَإِ مِنْ بَنِي إِسْرَائِيلَ مِنْ بَعْدِ مُوسَى إِذْ قَالُوا لِنَبِيٍّ لَهُمُ ابْعَثْ لَنَا مَلِكًا نُقَاتِلْ فِي سَبِيلِ اللَّهِ قَالَ هَلْ عَسَيْتُمْ إِنْ كُتِبَ عَلَيْكُمُ الْقِتَالُ أَلَّا تُقَاتِلُوا قَالُوا وَمَا لَنَا أَلَّا نُقَاتِلَ فِي سَبِيلِ اللَّهِ وَقَدْ أُخْرِجْنَا مِنْ دِيَارِنَا وَأَبْنَائِنَا فَلَمَّا كُتِبَ عَلَيْهِمُ الْقِتَالُ تَوَلَّوْا إِلَّا قَلِيلًا مِنْهُمْ وَاللَّهُ عَلِيمٌ بِالظَّالِمِينَ ۝٢٤٦ وَقَالَ لَهُمْ نَبِيُّهُمْ إِنَّ اللَّهَ قَدْ بَعَثَ لَكُمْ طَالُوتَ مَلِكًا قَالُوا أَنَّى يَكُونُ لَهُ الْمُلْكُ عَلَيْنَا وَنَحْنُ أَحَقُّ بِالْمُلْكِ مِنْهُ وَلَمْ يُؤْتَ سَعَةً مِنَ الْمَالِ قَالَ إِنَّ اللَّهَ اصْطَفَاهُ عَلَيْكُمْ وَزَادَهُ بَسْطَةً فِي الْعِلْمِ وَالْجِسْمِ وَاللَّهُ يُؤْتِي مُلْكَهُ مَنْ يَشَاءُ وَاللَّهُ وَاسِعٌ عَلِيمٌ ۝٢٤٧ وَقَالَ لَهُمْ نَبِيُّهُمْ إِنَّ آيَةَ مُلْكِهِ أَنْ يَأْتِيَكُمُ التَّابُوتُ فِيهِ سَكِينَةٌ مِنْ رَبِّكُمْ وَبَقِيَّةٌ مِمَّا تَرَكَ آلُ مُوسَى وَآلُ هَارُونَ تَحْمِلُهُ الْمَلَائِكَةُ إِنَّ فِي ذَلِكَ لَآيَةً لَكُمْ إِنْ كُنْتُمْ مُؤْمِنِينَ ۝٢٤٨ فَلَمَّا فَصَلَ طَالُوتُ بِالْجُنُودِ قَالَ إِنَّ اللَّهَ مُبْتَلِيكُمْ بِنَهَرٍ فَمَنْ شَرِبَ مِنْهُ فَلَيْسَ مِنِّي وَمَنْ لَمْ يَطْعَمْهُ فَإِنَّهُ مِنِّي إِلَّا مَنِ اغْتَرَفَ غُرْفَةً بِيَدِهِ فَشَرِبُوا مِنْهُ إِلَّا قَلِيلًا مِنْهُمْ فَلَمَّا جَاوَزَهُ هُوَ وَالَّذِينَ آمَنُوا مَعَهُ قَالُوا لَا طَاقَةَ لَنَا الْيَوْمَ بِجَالُوتَ وَجُنُودِهِ قَالَ الَّذِينَ يَظُنُّونَ أَنَّهُمْ مُلَاقُو اللَّهِ كَمْ مِنْ فِئَةٍ قَلِيلَةٍ غَلَبَتْ فِئَةً كَثِيرَةً بِإِذْنِ اللَّهِ وَاللَّهُ مَعَ الصَّابِرِينَ ۝٢٤٩ وَلَمَّا بَرَزُوا لِجَالُوتَ وَجُنُودِهِ قَالُوا رَبَّنَا أَفْرِغْ عَلَيْنَا صَبْرًا وَثَبِّتْ أَقْدَامَنَا وَانْصُرْنَا عَلَى الْقَوْمِ الْكَافِرِينَ ۝٢٥٠ فَهَزَمُوهُمْ بِإِذْنِ اللَّهِ وَقَتَلَ دَاوُدُ جَالُوتَ وَآتَاهُ اللَّهُ الْمُلْكَ وَالْحِكْمَةَ وَعَلَّمَهُ مِمَّا يَشَاءُ وَلَوْلَا دَفْعُ اللَّهِ النَّاسَ بَعْضَهُمْ بِبَعْضٍ لَفَسَدَتِ الْأَرْضُ وَلَكِنَّ اللَّهَ ذُو فَضْلٍ عَلَى الْعَالَمِينَ ۝٢٥١ تِلْكَ آيَاتُ اللَّهِ نَتْلُوهَا عَلَيْكَ بِالْحَقِّ وَإِنَّكَ لَمِنَ الْمُرْسَلِينَ ۝٢٥٢﴾ [البقرة:246–252]

## اقرأ
- اشبوشث